# Mohammed Kna'an
Mohammed Kna'an (in ebraico מוחמד כנעאן‎?; Majd al-Krum, 14 gennaio 2000) è un calciatore israeliano, centrocampista dell'Ashdod.

## Carriera

### Club
Ha giocato nella massima serie israeliana.

### Nazionale
Ha giocato in tutte le nazionali giovanili israeliane comprese tra l'Under-16 e l'Under-21.

## Statistiche

### Presenze e reti nei club
Statistiche aggiornate all'8 aprile 2021.
| Stagione        | Squadra         | Campionato      | Campionato | Campionato | Coppe nazionali | Coppe nazionali | Coppe nazionali | Coppe continentali | Coppe continentali | Coppe continentali | Altre coppe | Altre coppe | Altre coppe | Totale | Totale |
| Stagione        | Squadra         | Comp            | Pres       | Reti       | Comp            | Pres            | Reti            | Comp               | Pres               | Reti               | Comp        | Pres        | Reti        | Pres   | Reti   |
| --------------- | --------------- | --------------- | ---------- | ---------- | --------------- | --------------- | --------------- | ------------------ | ------------------ | ------------------ | ----------- | ----------- | ----------- | ------ | ------ |
| 2018-2019       | Ashdod          | LH              | 2          | 0          | CI+CdL          | 1+0             | 0+0             | -                  | -                  | -                  | -           | -           | -           | 3      | 0      |
| 2019-2020       | Ashdod          | LH              | 25         | 4          | CI+CdL          | 1+5             | 1+0             | -                  | -                  | -                  | -           | -           | -           | 31     | 5      |
| 2020-2021       | Ashdod          | LH              | 26         | 2          | CI+CdL          | 2+4             | 0+0             | -                  | -                  | -                  | -           | -           | -           | 32     | 2      |
| Totale carriera | Totale carriera | Totale carriera | 53         | 6          |                 | 13              | 1               |                    | -                  | -                  |             | -           | -           | 66     | 7      |